# Klaus Augenthaler
Klaus Augenthaler (Fürstenzell, 26 september 1957) is een Duits voormalig voetballer en huidig voetbaltrainer.
Augenthaler kwam in zijn spelersloopbaan alleen uit voor FC Bayern München waarvoor hij tussen 1976 en 1992 in totaal 404 competitiewedstrijden speelde waarin hij 52 doelpunten maakte. Hij speelde als verdediger. Met Bayern won hij zeven keer de Bundesliga en driemaal de DFB-Pokal. Tweemaal was hij verliezend finalist in het toernooi om de Europacup I.
Hij speelde 27 keer in het Duits voetbalelftal waarmee hij wereldkampioen werd in 1990 en de finale van het WK verloor in 1986.
Na zijn spelersloopbaan begon hij als jeugdtrainer bij Bayern München en daarna werd hij assistent-trainer. In 1997 was hij kort interim-hoofdtrainer. Bij Grazer AK in Oostenrijk was hij tussen 1997 en 1999 werkzaam. Met 1. FC Nürnberg werd hij in 2001 kampioen in de 2. Bundesliga en promoveerde hij naar de Bundesliga. Hierna trainde hij Bayer 04 Leverkusen (2003-2005) en VfL Wolfsburg (2005-2007). Sinds maart 2010 is hij trainer van SpVgg Unterhaching dat uitkomt in de 3. Liga.

## Erelijst
FC Bayern München
- Bundesliga

1980, 1981, 1985, 1986, 1987, 1989, 1990
- DFB-Pokal

1982, 1984, 1986
 West-Duitsland
- FIFA WK: 1990